# 河中人
河中人（西班牙语：Hombre Río）是西班牙科尔多瓦市的一座漂浮雕塑，由雕塑家拉斐尔·科内乔（Rafael Cornejo）和弗朗西斯科·马科斯（Rafael Cornejo）创作，他们用白色软木雕刻了一个躺着的人的形象，于2006年4月18日放置在瓜达尔基维尔河中，将其锚定在底部以防止漂流。
这座雕塑的出现引起了科尔多瓦人的极大兴趣，并引起了地方当局以及瓜达尔基维尔水文联合会（CHG）的一些争议。 最后，没有采取任何行动，因为在雕塑出现一周后，就从锚地脱落，困在马托斯磨坊（Molino de Martos）旁边。 。
2007年1月8日，经CHG批准，重建的雕塑被锚定在米拉弗洛雷斯桥（Puente de Miraflores）附近的瓜达尔基维尔河床上进行最终展示，尺寸相同，但将软木改为聚酯材料。
2007年11月22日，由于降雨造成河水泛滥，雕塑从锚地上松开，漂流到搁浅处，消防员从那里将其救出。

## 描述
这座雕塑描绘了一个平静地漂浮在水面上的人，由硬化的聚酯树脂和玻璃纤维制成，是一种通常用于造船的材料。雕塑由三部分组成：躯干和两条腿。三个部分是由金属结构连接在一起，看不见的水下部分没有雕刻。整个雕塑高1.7米，宽2.5米。雕塑被锚定在河底，重量为2吨，通过12米长的缆绳连接，被设计成一个动态组件，在风和水流的摆布下移动和旋转。